# Avis (freguesia)

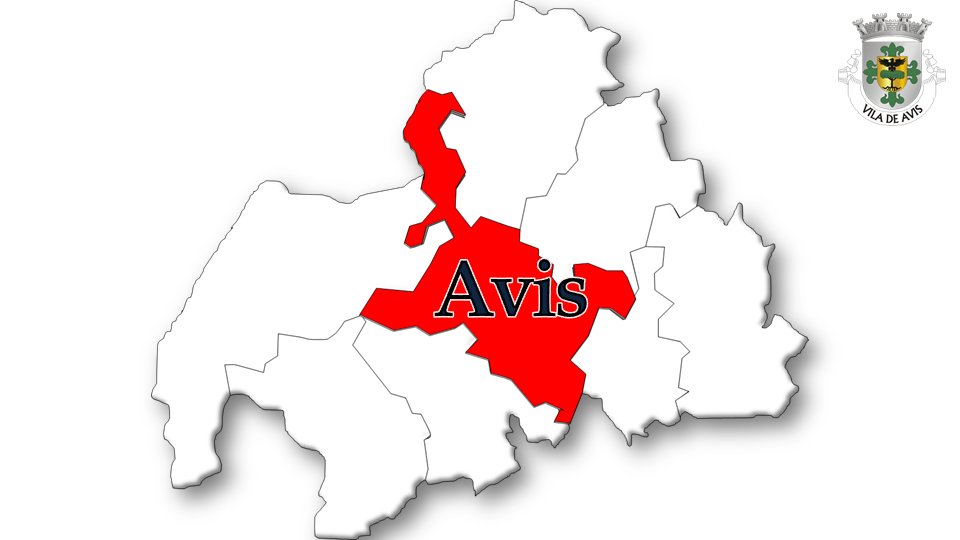
Localização da Freguesia de Avis no Município de Avis

A Freguesia de Avis, com sede na vila que lhe deu o nome, é uma freguesia portuguesa do Município de Avis com 92,09 km² de área e 1627 habitantes (censo de 2021), tendo, por isso, uma densidade populacional de 17,7 hab./km².

## Demografia
A população registada nos censos foi:
| Distribuição da População por Grupos Etários | Distribuição da População por Grupos Etários | Distribuição da População por Grupos Etários | Distribuição da População por Grupos Etários | Distribuição da População por Grupos Etários |
| -------------------------------------------- | -------------------------------------------- | -------------------------------------------- | -------------------------------------------- | -------------------------------------------- |
| Ano                                          | 0-14 Anos                                    | 15-24 Anos                                   | 25-64 Anos                                   | > 65 Anos                                    |
| 2001                                         | 286                                          | 122                                          | 969                                          | 462                                          |
| 2011                                         | 227                                          | 187                                          | 945                                          | 481                                          |
| 2021                                         | 195                                          | 141                                          | 801                                          | 490                                          |

## Património
- Castelo de Avis
- Conjunto do antigo Convento da Ordem de Avis ou Mosteiro de São Bento de Avis
- Pelourinho de Avis